# Železniční trať Brno–Přerov
Železniční trať Brno–Přerov (v jízdním řádu je úsek Brno–Holubice součástí tratě 260 a úsek Blažovice–Přerov součástí tratě 300) je jednokolejná elektrizovaná železniční trať. Trať vede z Brna přes Újezd u Brna, Vyškov a Kojetín do Přerova. Provoz na trati byl zahájen 30. srpna 1869, v letech 1993–1996 byla provedena elektrizace celé dráhy. V roce 1934 byla vybudována spojka z Blažovic na Vlárské dráze do Holubic. Správa železnic dlouhodobě plánovala komplexní modernizaci tratě mezi Blažovicemi a Přerovem, která byla zahájena roku 2025.
Úsek Brno – Sokolnice-Telnice – Holubice je kategorizován jako regionální dráha, zbytek tratě v úseku Blažovice – Holubice – Přerov je součástí celostátní dráhy.

## Historie
Při převzetí funkce provozovatele Správou železniční dopravní cesty (SŽDC) v roce 2008 byla součástí celostátní dráhy celá trať, později došlo k překategorizování úseku z Brna přes Sokolnice-Telnice do Holubic mezi regionální dráhy.
Od 11. prosince 2011 přestaly být stanice Holubice a Komořany u Vyškova a zastávka Velešovice uváděny v jízdním řádu pro cestující. Ve stanicích Rousínov a Luleč zastavují jen několik málo vlaků ráno a večer. Ostatní osobní vlaky jsou ukončeny buď ve Vyškově nebo na horním nádraží v Křenovicích.[zdroj?]
V prosinci 2012 byla stanice Chrlice přejmenována na Brno-Chrlice.

## Budoucnost
Železniční trať Brno–Přerov by měla být ve třetím desetiletí 21. století modernizována. Rozhodla o tom 1. září 2015 Centrální komise ministerstva dopravy na základě výsledků studie proveditelnosti. Pro modernizaci byla vybrána varianta M2, která spočívá ve zdvoukolejnění a zvýšení traťové rychlosti na 200 km/h. Varianta modernizace trati a současné výstavby vysokorychlostní trati na 350 km/h byla z ekonomických důvodů zamítnuta. Podle odhadu z roku 2024 měly činit investiční náklady 60 miliard Kč, počítalo se s využitím PPP. Modernizovaná trať se stane součástí páteřního rychlého spojení RS1 Praha–Brno–Ostrava. Ve vzdálenější budoucnosti (po roce 2040) se plánuje výstavba souběžné vysokorychlostní trati VRT Haná.
Modernizace tratě byla zahájena v květnu 2025, kdy započala realizace 4. stavby v úseku Nezamyslice–Kojetín.

### Parametry modernizace
Modernizace proběhne mezi km 21 (Ponětovice) a km 88 (vjezd do Přerova). Rychlost 200 km/h bude možné dosáhnout v souvislém úseku od km 21 po km 85, což představuje 95 % modernizované trati. Součástí modernizace bude výstavba šesti nových dvoukolejných tunelů a lokálních přeložek trati mezi Blažovicemi a Kojetínem. Všechny přejezdy mají být zrušeny a nahrazeny mimoúrovňovými kříženími.
Po dokončení by vlaky kategorie Ex (bez zastávky) měly mít jízdní dobu Brno–Přerov 30 minut. 

### Trasa modernizované trati
Modernizovaná trať má vést z přesunutého brněnského hlavního nádraží v trase Vlárské dráhy. První dopravnou na trase má být Letiště Tuřany. Trať má poté vést jižně od stávající dráhy. U Holubic má být kolejové propojení směrem na Vlárskou dráhu a Slavkov u Brna. Studií doporučená varianta M2 dále vede přes stanici Vyškov na Moravě a kolem vesnice Pustiměřské Prusy. Po průchodu stanicí Ivanovice na Hané vede varianta v nové stopě v rámci stávající trasy přes obce Chvalkovice na Hané, Dřevnovice, Němčice nad Hanou, Měrovice nad Hanou a Kojetín. Poté trasa pokračuje k městu Chropyně ve stávající stopě bez přeložky, dále kolem obcí Kyselovice, Vlkoš a Věžky k napojení na přerovské nádraží.

#### Přehled úseků
| Číslo | Úsek                                 | Zahájení | Zprovoznění |
| ----- | ------------------------------------ | -------- | ----------- |
| B36   | Brno – Blažovice (mimo)              | 05/2028  | 02/2032     |
| B01   | Blažovice (včetně) – Vyškov (včetně) | 03/2026  | 11/2031     |
| B02   | Vyškov (mimo) – Nezamyslice (včetně) | 09/2027  | 01/2033     |
| M01   | Nezamyslice (mimo) – Kojetín (mimo)  | 05/2025  | 12/2028     |
| M02   | Kojetín (včetně) – Přerov (mimo)     | 05/2025  | 10/2028     |

## Navazující tratě

### Brno hlavní nádraží
- Brno – Havlíčkův Brod
- Břeclav–Brno
- Brno – Veselí nad Moravou

### Nezamyslice
- Nezamyslice–Olomouc
- zrušená trať Nezamyslice–Morkovice

### Kojetín
- Kojetín – Valašské Meziříčí
- Kojetín–Tovačov (pravidelná osobní doprava zastavena)

### Přerov
- Česká Třebová – Přerov
- Přerov–Bohumín
- Přerov–Břeclav

## Stanice a zastávky

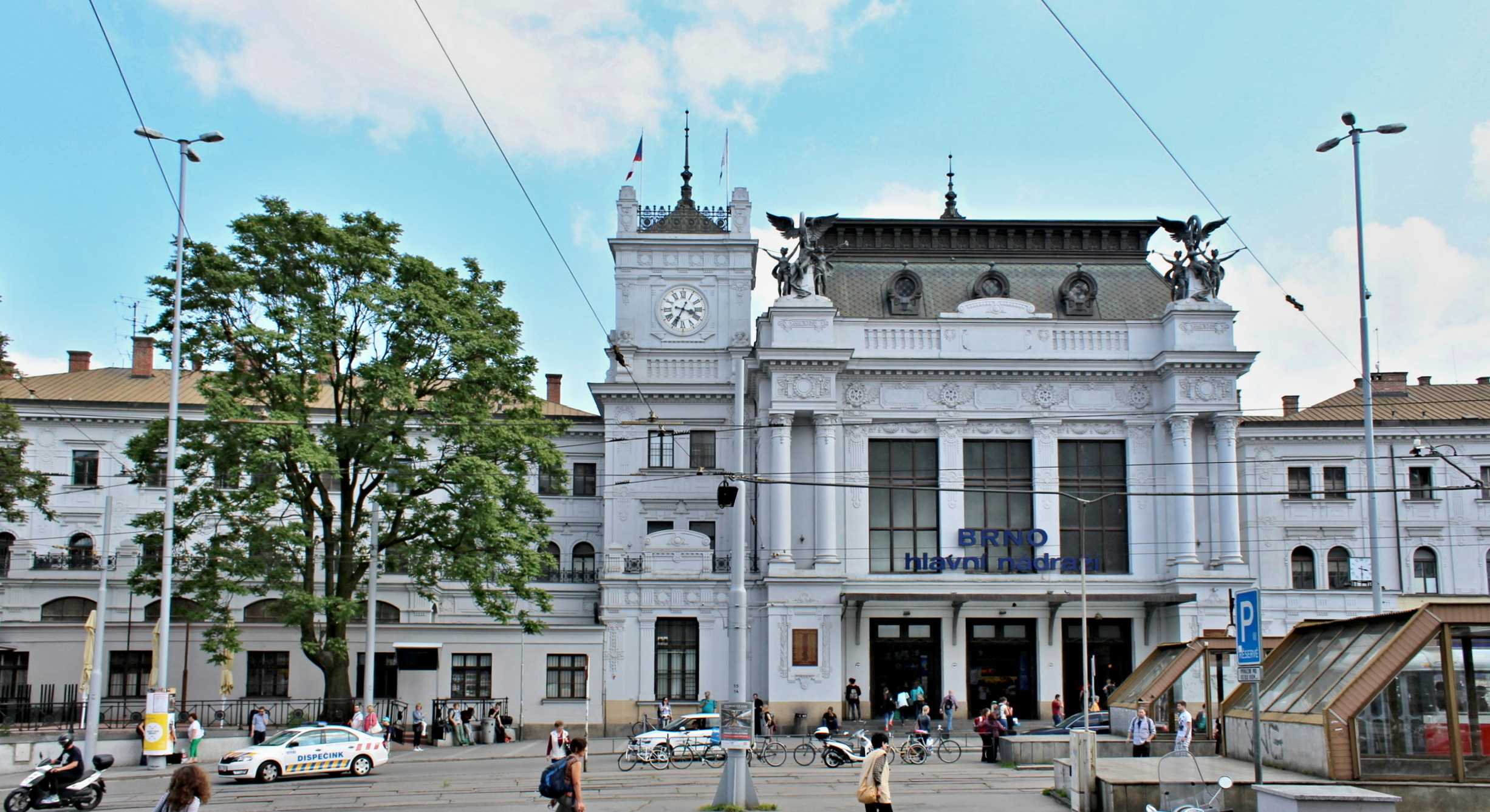
Brno hl.n
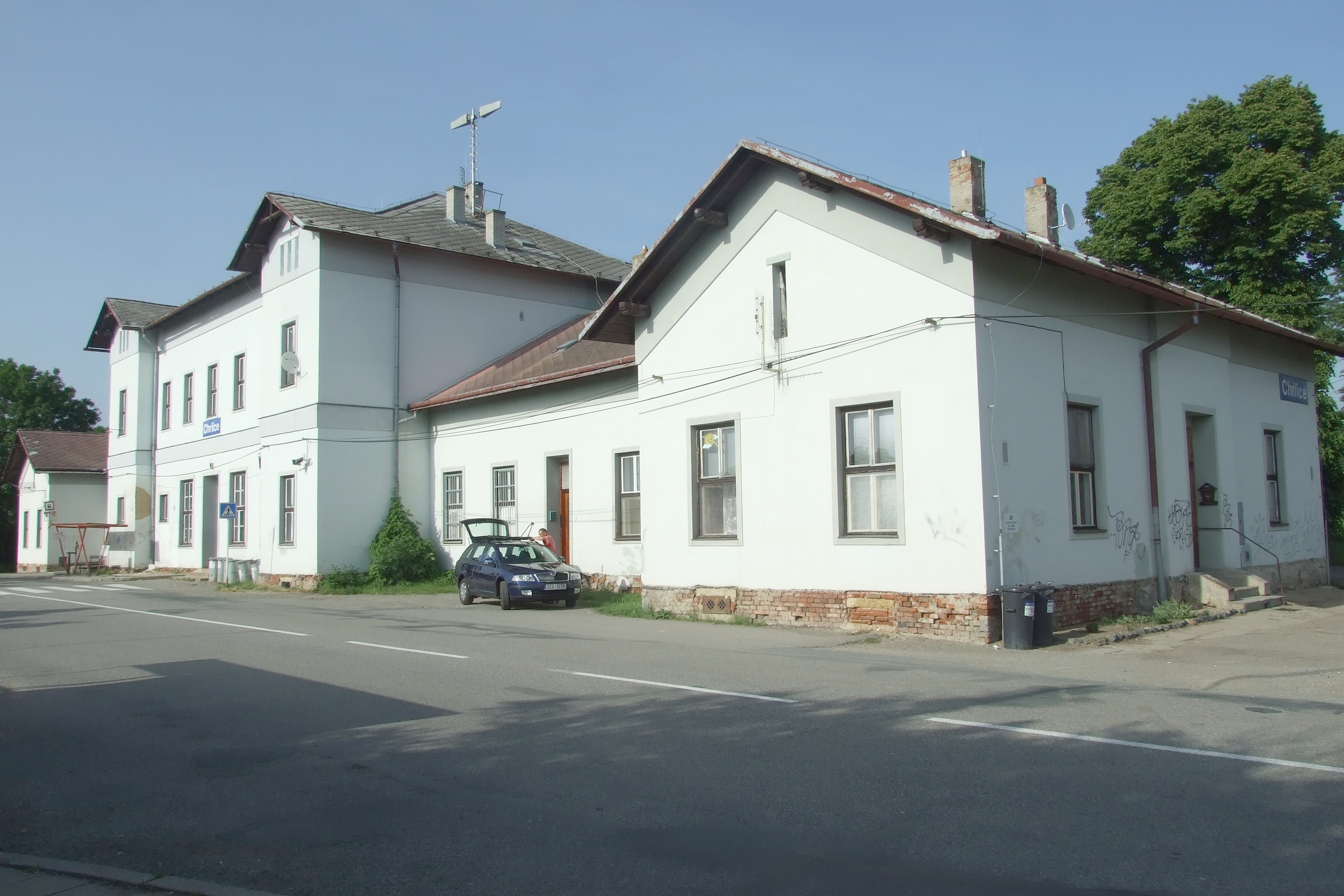
Brno-Chrlice
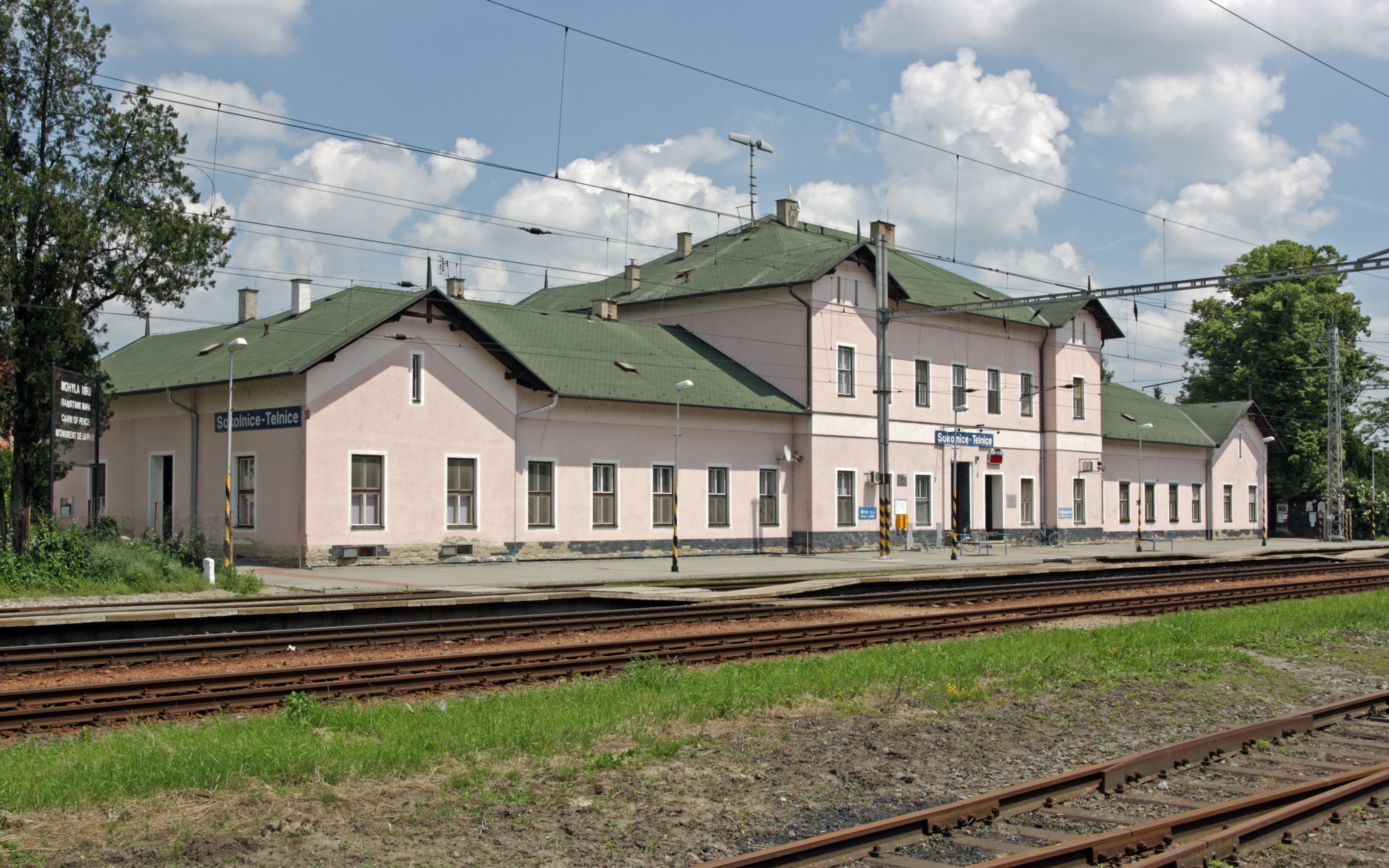
Sokolnice-Telnice
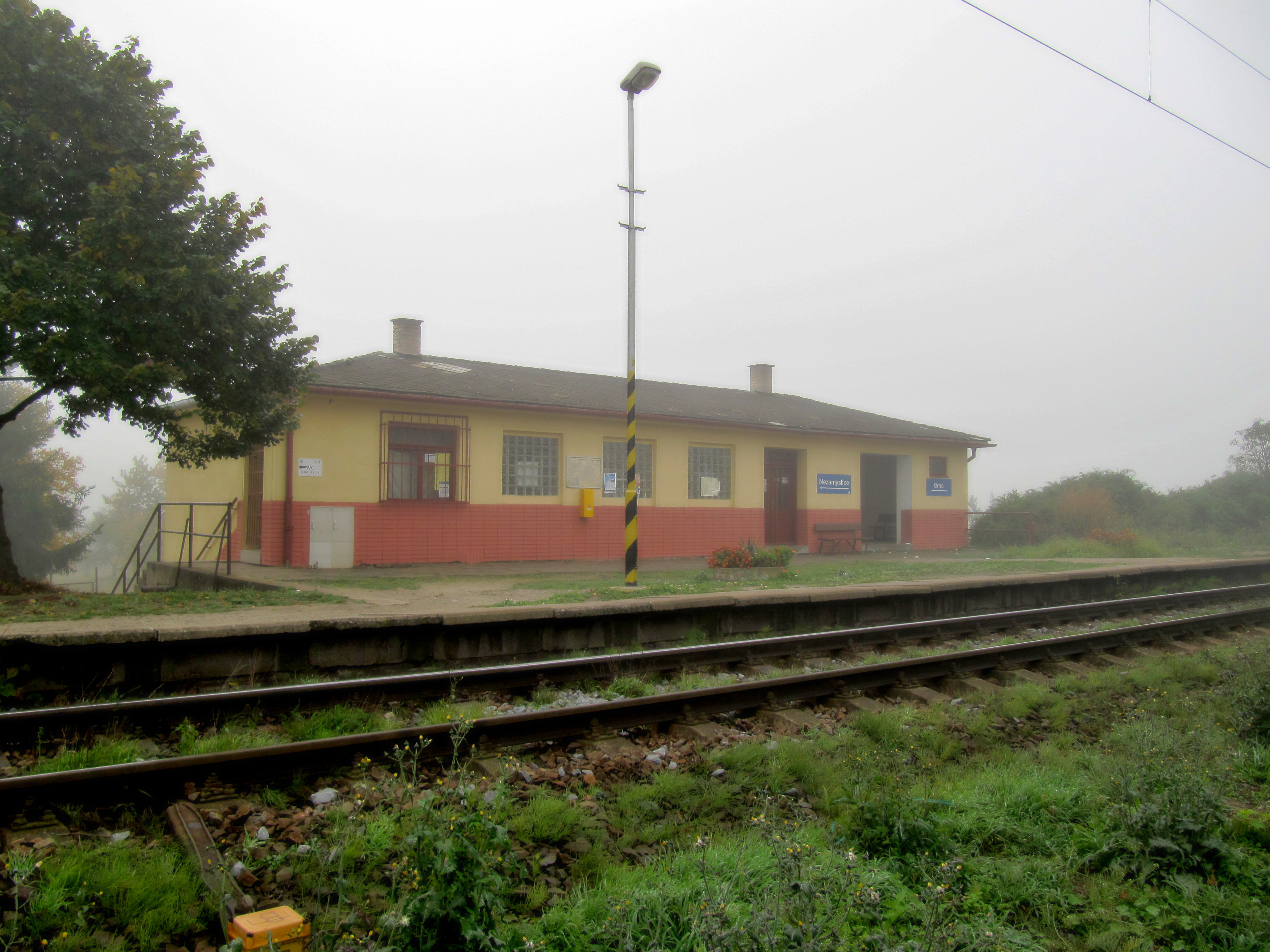
Újezd u Brna
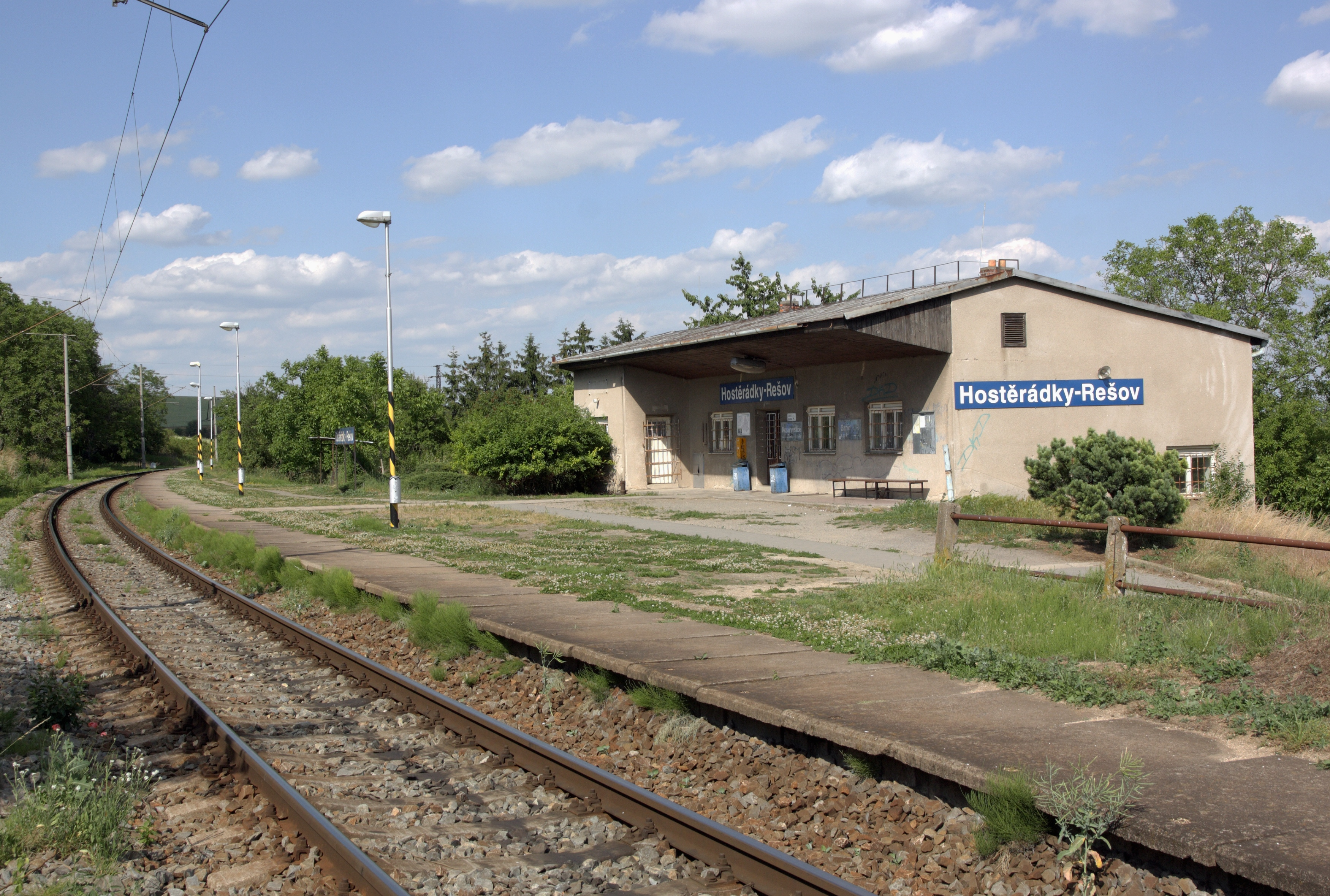
Hostěrádky-Rešov
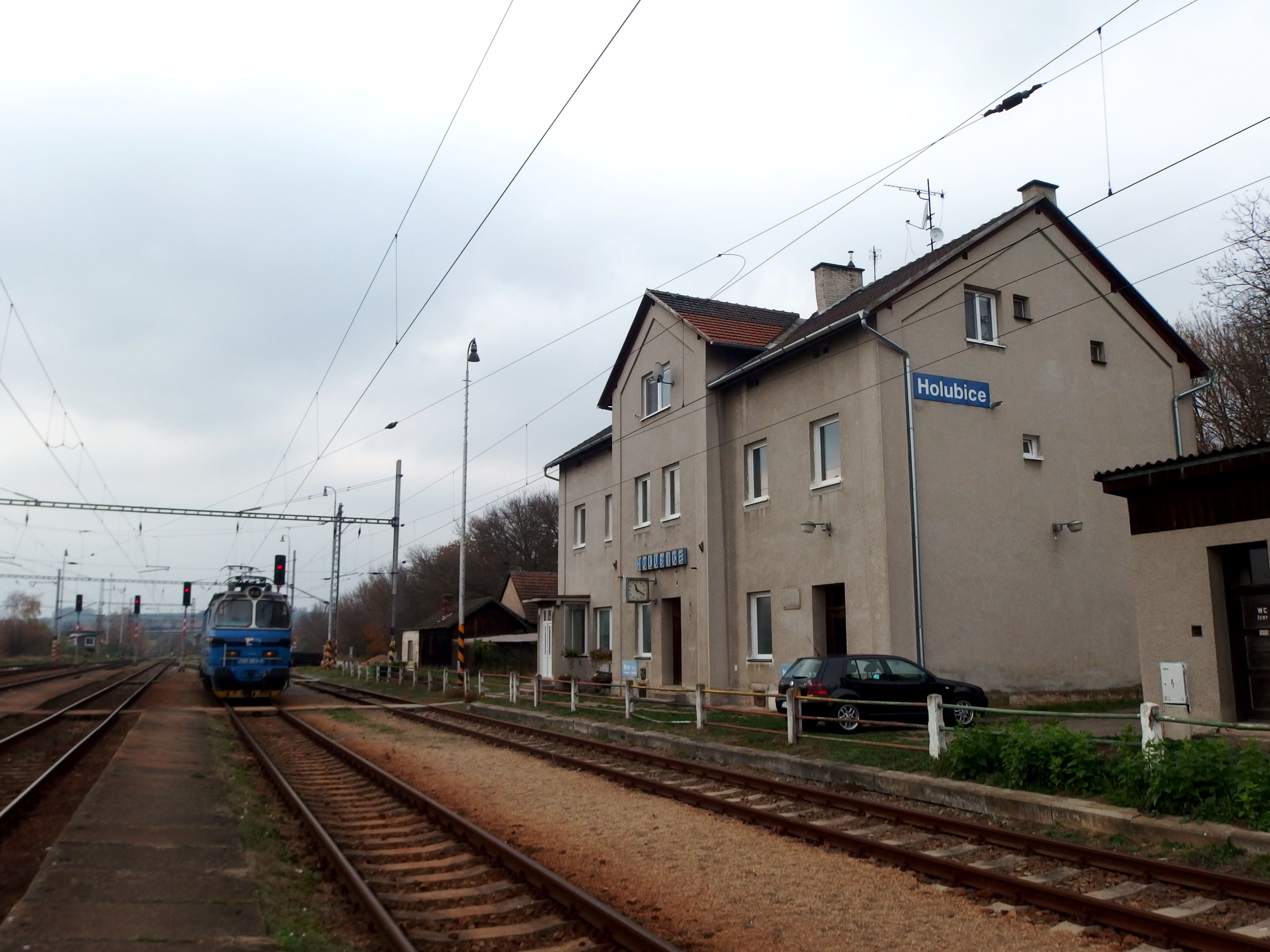
Holubice
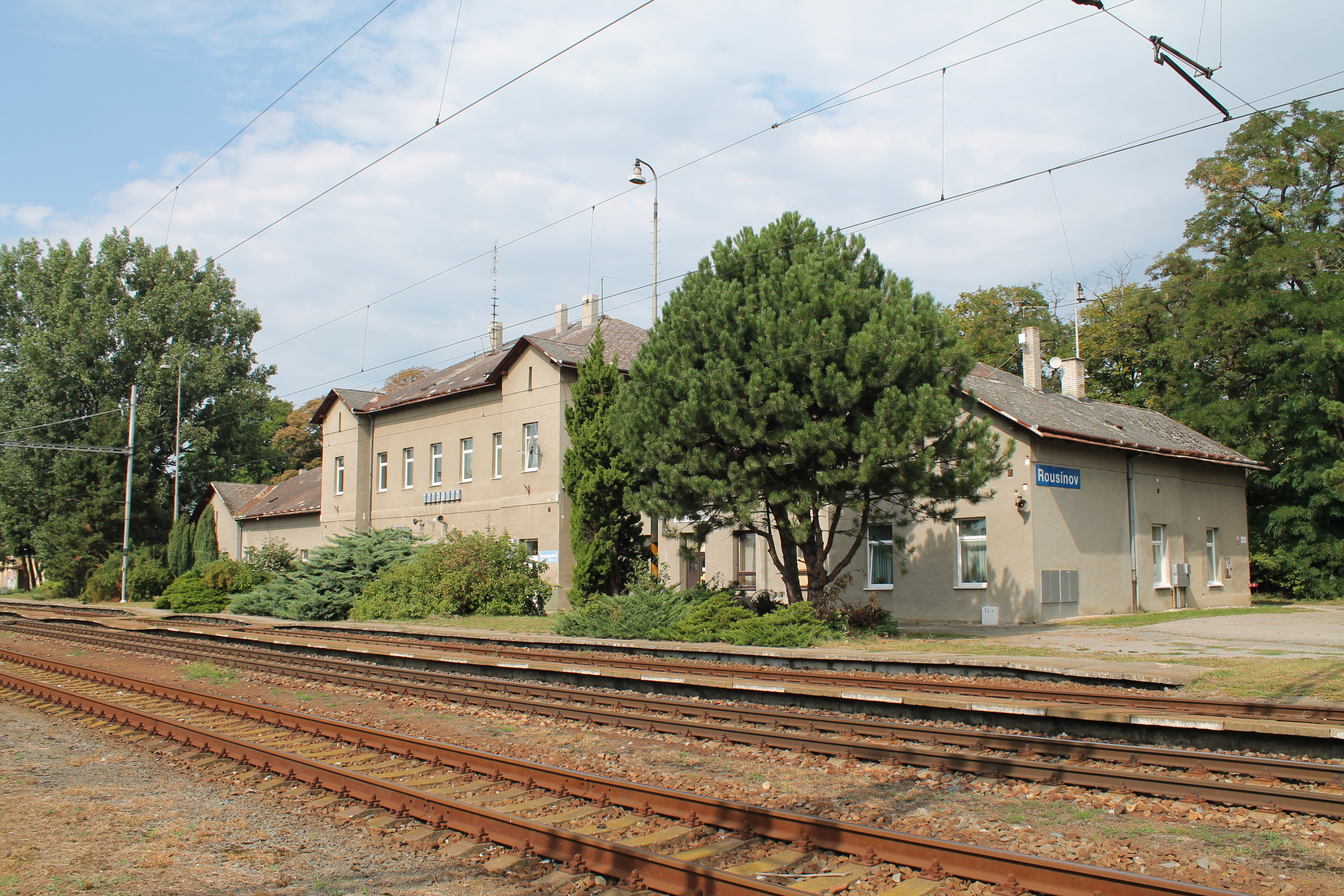
Rousínov
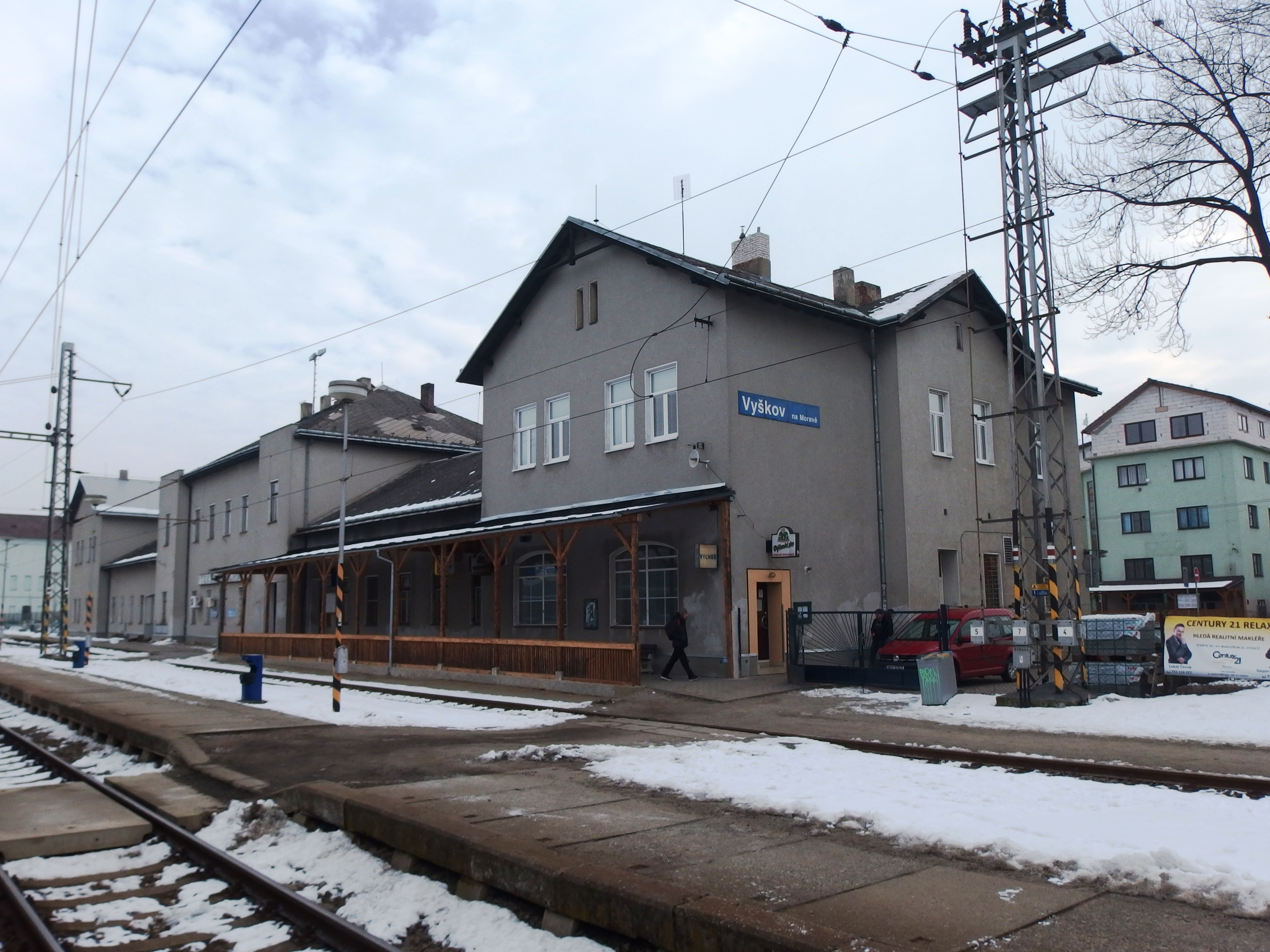
Vyškov na Moravě
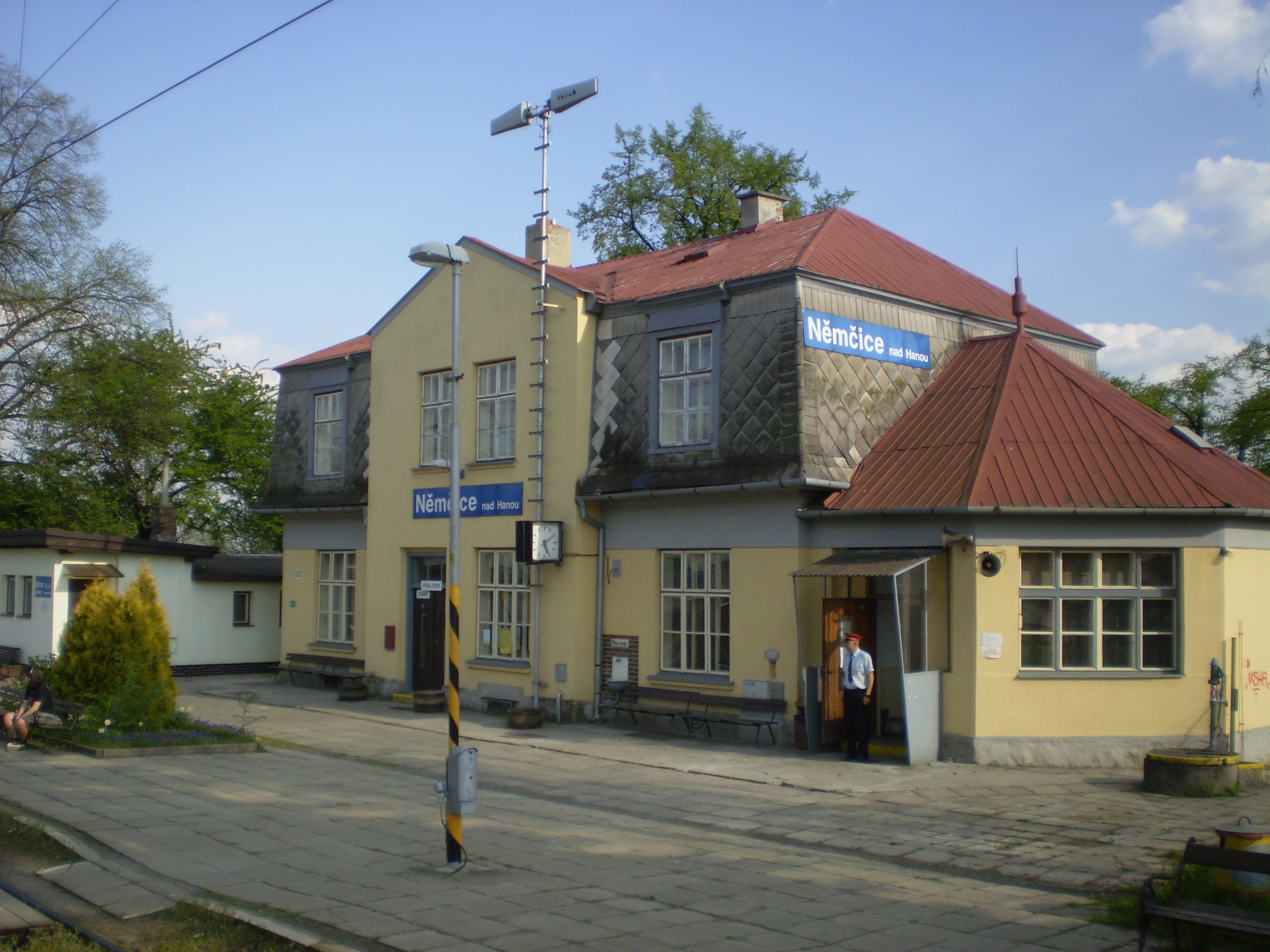
Němčice nad Hanou
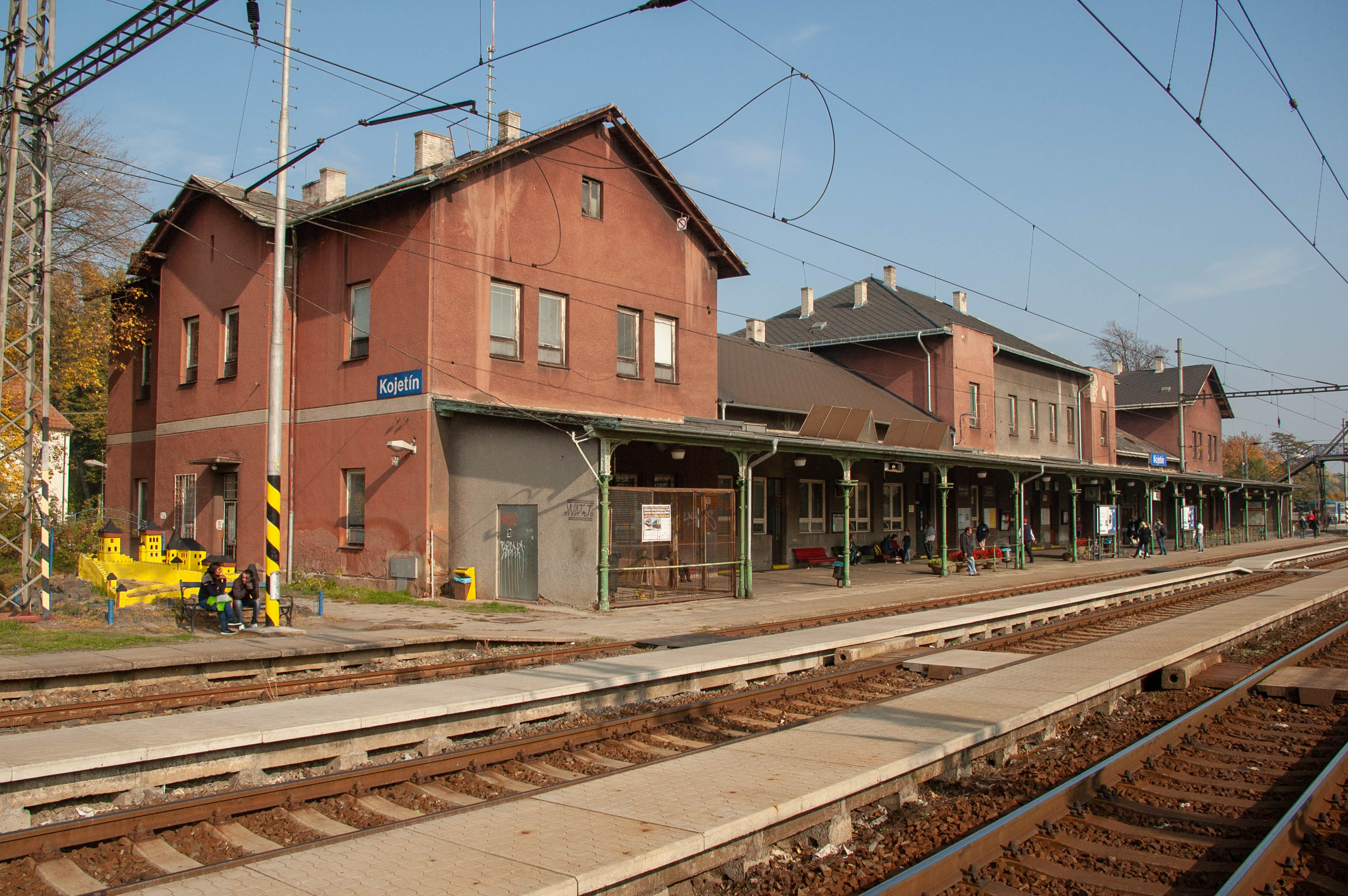
Kojetín
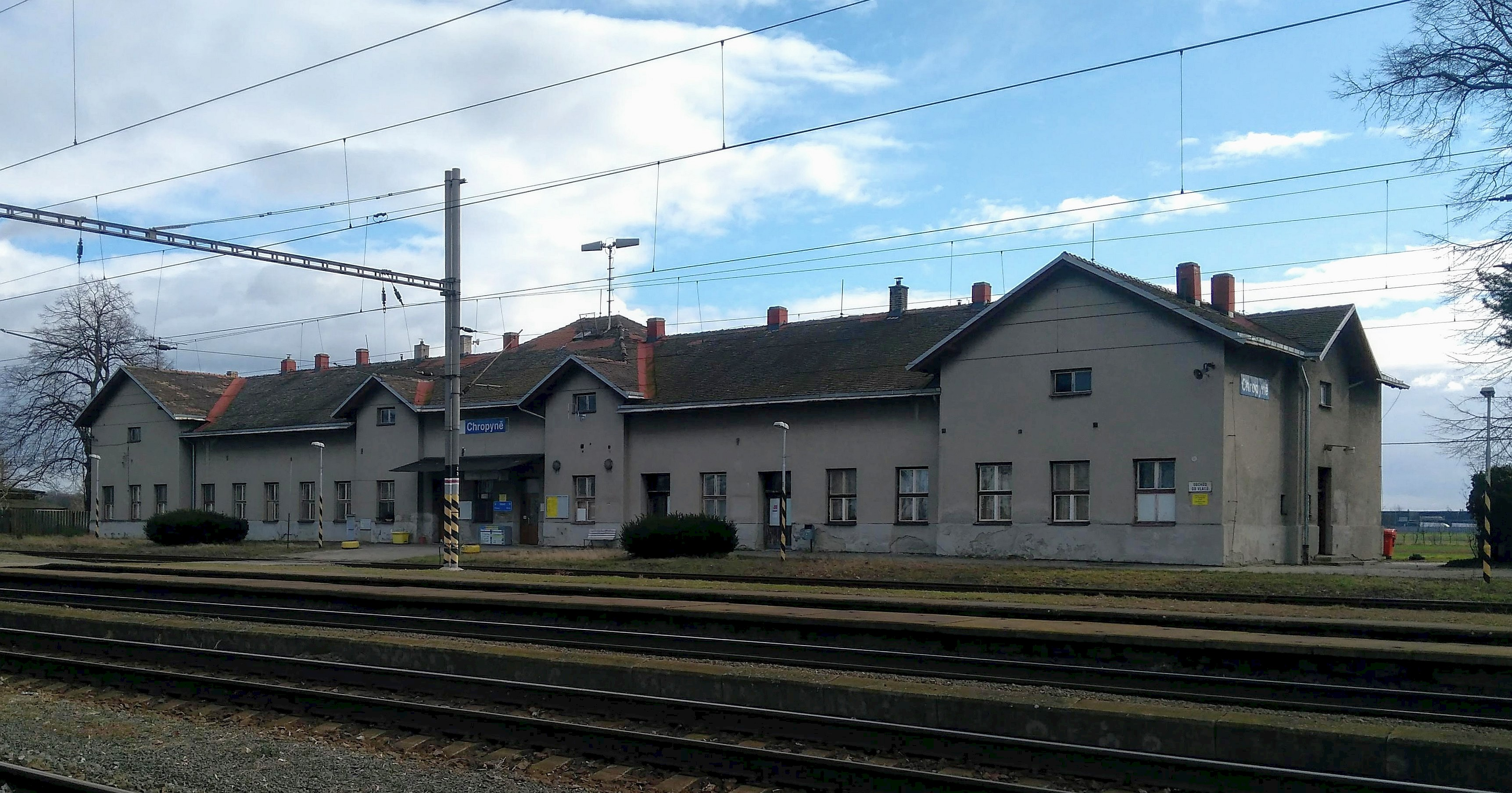
Chropyně
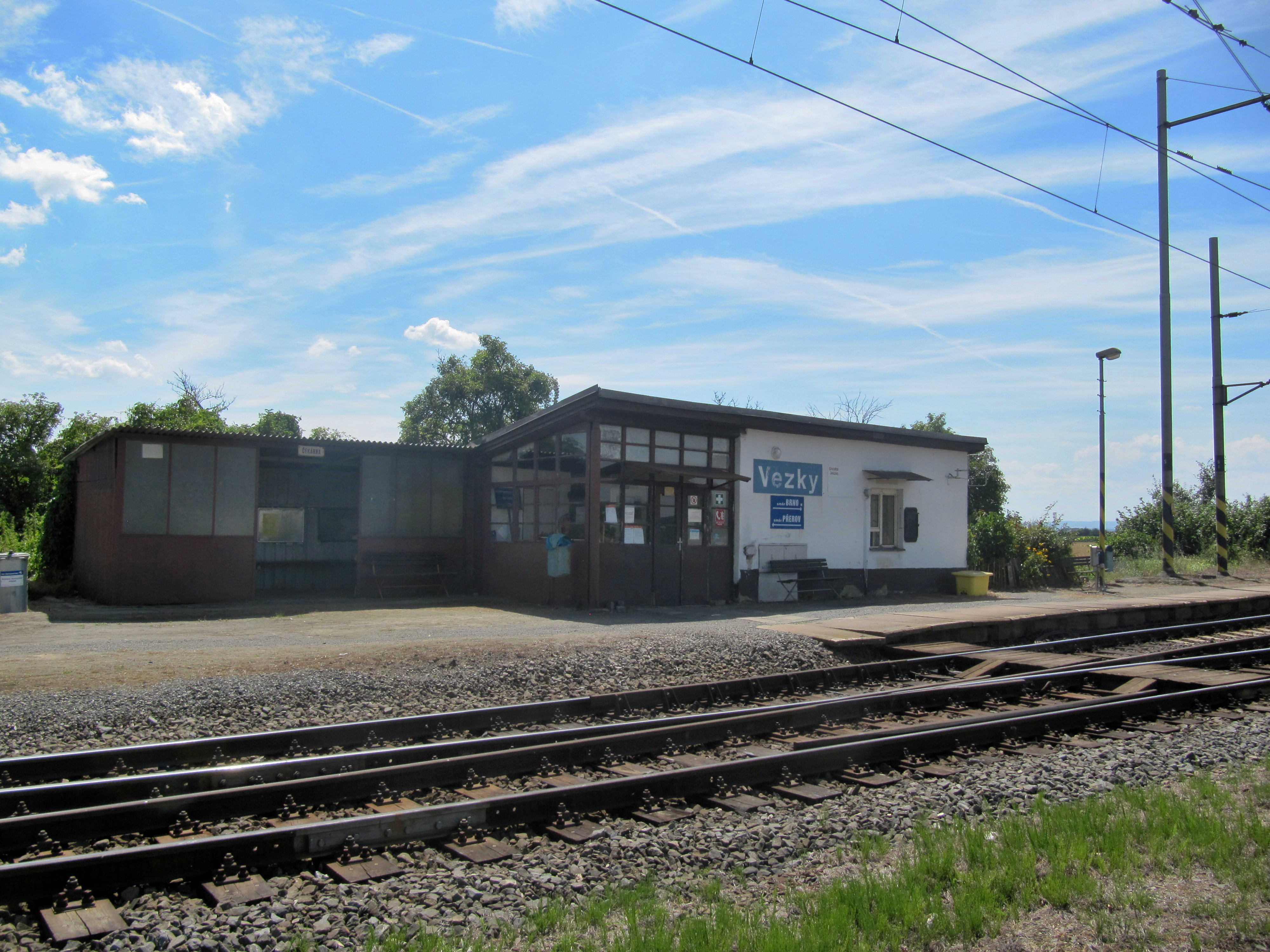
Věžky
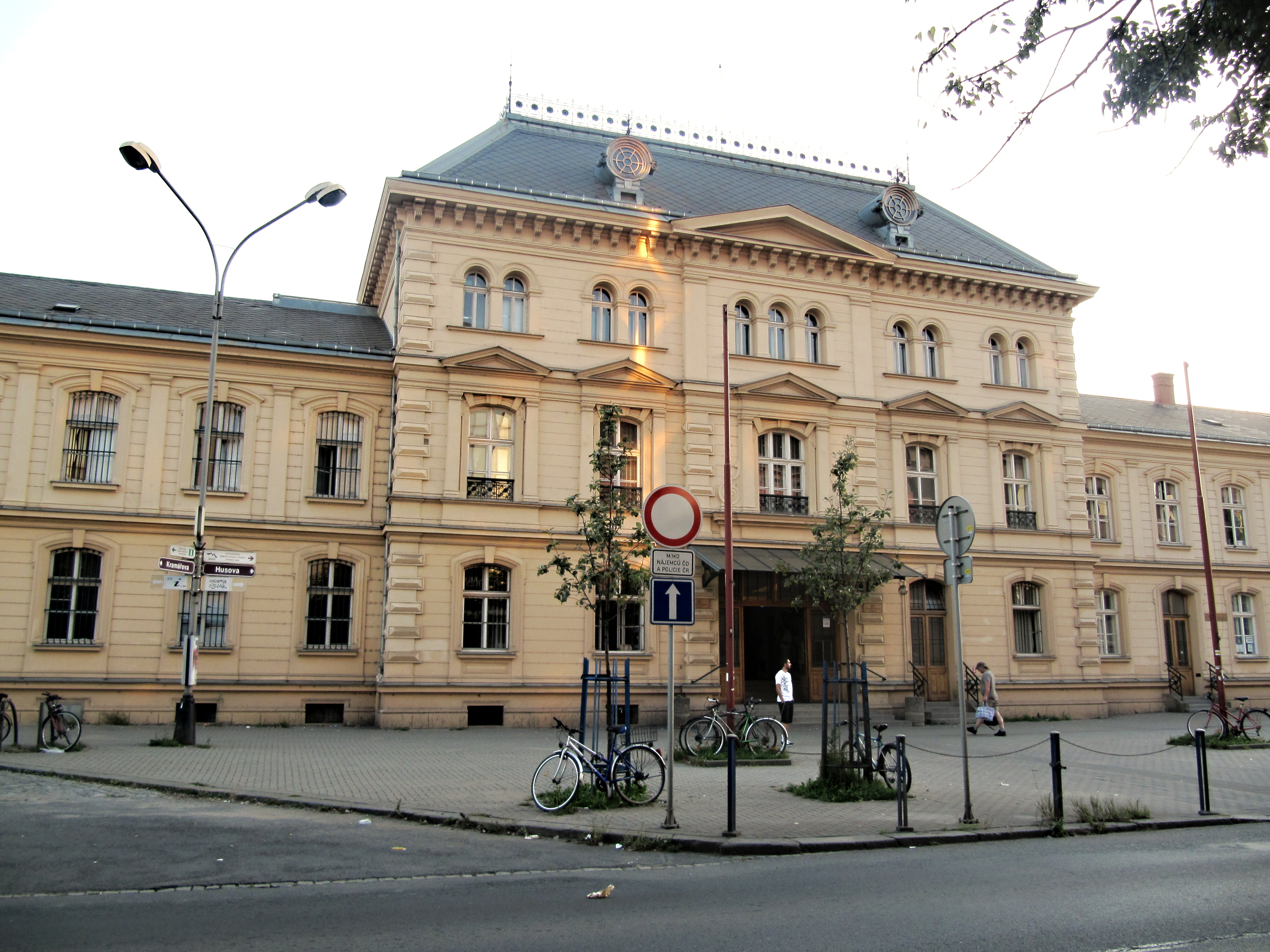
Přerov